# Colle d'amidon
 (février 2015).
Si vous disposez d'ouvrages ou d'articles de référence ou si vous connaissez des sites web de qualité traitant du thème abordé ici, merci de compléter l'article en donnant les références utiles à sa vérifiabilité et en les liant à la section « Notes et références ».
La colle d'amidon est une colle à base de farine, blé ou riz gluant (colle de riz), et d'eau, à laquelle on ajoute généralement de l'huile d'amande amère ou des conservateurs afin de la conserver des moisissures.
La colle blanche en petits pots, produite notamment par la firme Cléopâtre, qui était répandue dans les années 1970 par exemple était une colle parfaitement comestible, composée de farine et d'huile d'amande amère, ce qui lui donnait un goût dont de nombreux enfants raffolaient. 
La colle de farine est principalement utilisée pour les papiers. Appliquée en couche fine, elle peut servir à coller des papiers sans avoir trop d'épaisseur.
Cette colle avait l'avantage de perdre son pouvoir collant par humidification, ce qui permettait de séparer aisément les parties collées en appliquant de l'eau.

## Faire de la colle d'amidon chez soi
- Ingrédients
  - Environ 250 g d'amidon de riz en cristaux
  - 5 litres d'eau
- Préparation 
  1. Faire bouillir de l'eau
  2. Pendant qu'elle chauffe, mélanger l'amidon avec un peu d'eau froide dans un bol à part jusqu'à obtenir un mélange homogène.
  3. Quand l'eau bout, verser le contenu du bol dans l’eau et mélanger jusqu’à ce que la mixture se remette à bouillir
  4. Couper la source de chaleur
  5. Les derniers grumeaux peuvent être éliminés au mixeur.

Cette colle peut être utilisée pour le papier peint ou pour coller des affiches. Pour coller une affiche, voici comment procéder :
1. Tremper une brosse à papier peint dans la colle
2. Barbouiller, sur le mur, un rectangle de colle un peu plus grand que l'affiche
3. Poser l'affiche sur le rectangle
4. Écraser l'affiche avec la brosse (sans l'avoir retrempée dans la colle)